# Креативное пространство
Креати́вное простра́нство — общедоступная территория, предназначенная для свободного самовыражения, творческой деятельности и взаимодействия людей. Американский урбанист и куратор программы Creative Cities под эгидой ЮНЕСКО Саймон Эванс определяет креативные пространства как «сообщества творчески ориентированных предпринимателей, которые взаимодействуют на замкнутой территории».
Отличительной особенностью креативного пространства является нацеленность на деятельность человека в роли не потребителя или работника организации, а создателя уникального продукта своей личности. Креативные пространства рассматриваются как один из видов третьих мест.
Целью создания креативных пространств в городской среде является обеспечение творческой молодежи (креативному классу) среды, богатой возможностями для обучения, самообучения, обмена навыками, экспериментирования и реализации собственного видения города, мира.

## Особенности
Основное предназначение креативного пространства — предоставление площадок для деятельности представителям творческих профессий (так называемого креативного класса), численность которых в постиндустриальном обществе возрастает. Креативные пространства могут заниматься трансляцией и популяризацией рождённых на их территории продуктов и услуг (в сфере информационных технологий, науки, искусства и т. д.). В городах или городских районах, где расположены креативные пространства, они создают новые рабочие места, способствуя улучшению социально-экономической обстановки. 
Креативное пространство может также служить офисным центром, имея при этом какие-либо нестандартные особенности организации работы — к примеру, оформление интерьера, более высокое количество рекреационных зон и территорий неформального общения, или подразумевать работу в формате open space — такие особенности, по мнению ряда исследователей, помогают офисным сотрудникам преодолеть рутинный характер своей работы. 
Помимо экономической функции (офисы и магазины), креативные пространства могут исполнять и рекреационную и образовательную функции, выступая площадками для различных культурных мероприятий: выставок, лекций, кинопоказов. Функции также могут совмещаться под одной крышей. Основными видами креативных пространств являются коворкинги и арт-центры, Арт-кварталы, центры современного искусства .
Креативные пространства, как правило, размещаются в зданиях, утративших своё первоначальное предназначение, но впоследствии ревитализированных. Чаще всего это — бывшие промышленные здания, получающие новую функцию при сохранении архитектурного облика.

### Проблемы креативных пространств
Росту числа креативных пространств мешают как недостаток финансов для их организации, так и низкая инвестиционная привлекательность. В результате креативное пространство, если и создаётся, то служит лишь временным этапом использования той или иной территории, призванным повысить интерес к ней, за чем может последовать новое изменение её функций. Основной источник дохода креативных пространств — платежи арендаторов, в связи с чем небогатые культурные организации не могут составлять среди них большинство. Помимо этого, многие креативные пространства размещаются в бывших промышленных зданиях в момент, когда стоимость аренды неизвестного места ещё невысока, но вынуждены с ростом платежей искать новое место. Инвесторы, как правило, предоставляют территории под креативные пространства ровно до момента, когда появится более выгодное применение, что создаёт потенциальный конфликт интересов между резидентами креативного пространства и владельцами территории. К примеру, по этой причине в 2013 году в Санкт-Петербурге скандально закрылось пространство «Четверть», размещавшееся в особняке Пирогова.

## Креативные пространства в мире и в России
В развитых странах появление большого количества креативных пространств произошло в конце XX века. К примеру, в Великобритании с 1998 года поддержка креативных индустрий была заявлена одним из приоритетов государственной политики. Наиболее яркие примеры креативных пространств в странах Европы — лофт Tea factory в Лондоне; Kaapelitehdas в зданиях бывшего кабельного завода в Хельсинки, также в Хельсинки — культурная фабрика Korjaamo в бывшем трамвайном депо; культурный центр  Melkweg в бывшем молокозаводе в Амстердаме; Superstudio в Милане.
В России массовое появление креативных пространств относится к 2000-м годам. Первым креативным пространством в России стал творческий кластер «Artplay» в Москве, открывшийся в 2005 году в здании бывшей ткацкой фабрики «Красная роза» (в данный момент расположен в другом месте). В последующие годы в столице России открылся ряд других креативных пространств — к примеру, центр современного искусства «Винзавод», Дизайн-завод «Флакон», открытый в 2009 году на территории бывшего хрустального завода имени Калинина, лофт-квартал «Даниловская мануфактура». Действуют креативные пространства и в Санкт-Петербурге: «Ткачи» в зданиях бывшей ткацкой фабрики имени Петра Анисимова и «Люмьер-Холл» в бывшем газгольдере на набережной Обводного канала, лофт-проект «Этажи» в здании бывшего хлебозавода, творческий кластер «Артмуза», открывшийся в 2014 году в здании бывшего завода музыкальных инструментов «Муздеталь», креативное пространство «Тайга» в особняке П. И. Мошкова XVIII века на Дворцовой набережной. Вслед за Москвой и Петербургом креативные пространства стали появляться и в других городах страны: филиал петербургского «Люмьер-Холла» в Екатеринбурге, креативное пространство «Bosicom» в Воронеже, «Арт-лофт» в Самаре, открывшийся в 2016 году, центр креативных индустрий «Штаб» в Казани, творческое пространство «Hubspace» в Чебоксарах, Кластер С52 (бывший Creative Space) в Ростове-на-Дону, открывшийся в 2011 году.